# 삼성 갤럭시 A51
삼성 갤럭시 A51와 삼성 갤럭시 A51 5G는 삼성 갤럭시 A 시리즈의 2019년 모델이다. 삼성전자에서 삼성 갤럭시 A50과 마찬가지로 2019년 출시된 모델로 온스크린 지문인식, 삼성페이 등이 탑재된 모델이다.

## 하드웨어

### 카메라
후면카메라는 48MP메인카메라, 12MP 초광각 카메라, 5MP 심도 카메라, 5MP 접사 카메라로 총 쿼드 카메라 구성으로 탑재되었다.. 최대 4K 30fps 영상 촬영이 가능하며 OIS는 탑재되어있지 않다.
전면 카메라는 32MP 카메라가 탑재되었다.

### 저장공간
128GB 용량의 내장 메모리가 탑제되었으며 마이크로 SD 카드 규격의 외장메모리를 최대 1TB까지 지원한다.

### 디스플레이
6.7인치 20:9 비율의 2400 X 1080 해상도를 가진 Super AMOLED 방식의 디스플레이를 탑제하였으며 FHD 해상도(1920 X 1080)에서 디스플레이 비율에 맞게 세로 면적이 확장된 형태이다. 디스플레이 상단 중앙에 전면 카메라가 O자 모양으로 위치해있다.

### 배터리
4000mAh 용량의 내장형 배터리를 탑재하였으며 15W 속도의 충전을 지원한다. 무선충전은 지원하지 않는다.

### 연결
단말기 하단부에 USB Type-C규격의 단자 1개와 3.5mm 단자 1개가 위치해있다.

## 디자인

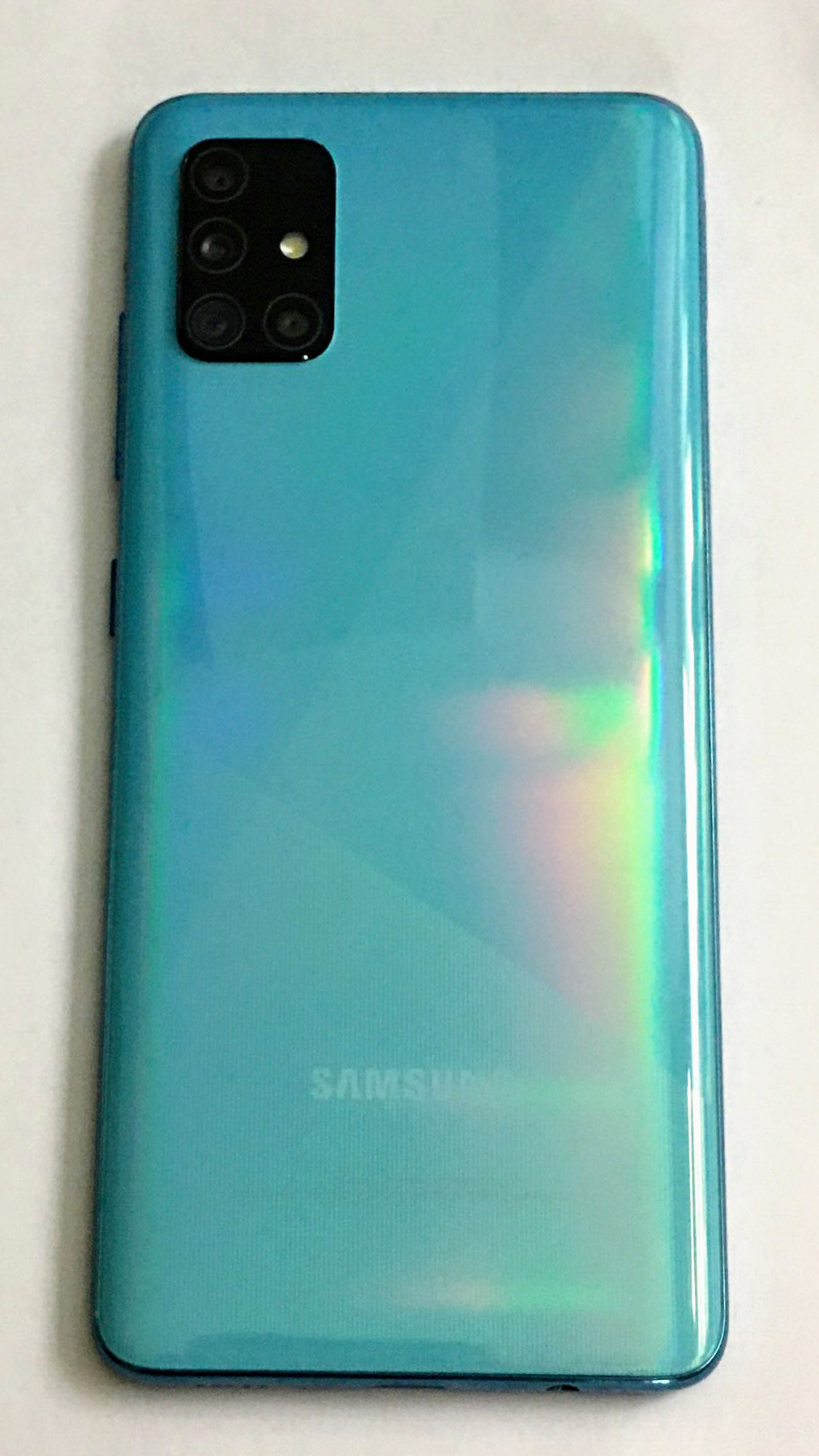
갤럭시 A51 프리즘 크러시 블루 색상

전체적으로 갤럭시 S20과 비슷한 디자인이며 카메라가 L 모양으로 배치되어있다. 후면부에 패턴이 그려져 있는데, LTE 모델은 X 모양의 패턴이 들어가 있으며 5G 모델은 + 모양의 패턴이 들어가 있다.

## 한국 출시
삼성 갤럭시 A51 5G는 삼성전자의 중급형 스마트폰으로 출시가 되었으며 출고가는 57만 2000원으로 책정되었다. 색상은 블랙, 핑크, 화이트 3가지로 출시되었다.

## 같이 보기
- 삼성 갤럭시 A 시리즈